# Piaseczno
Piaseczno is een stad in het Poolse woiwodschap Mazovië, gelegen in de powiat Piaseczyński. De oppervlakte bedraagt 16,33 km², het inwonertal 35.665 (2005).

## Verkeer en vervoer
- Station Piaseczno
- Station Piaseczno Chyliczki
- Station Piaseczno Wiadukt
- Station Piaseczno Zalesie
- Station Piaseczno Zalesinek

## Geboren
- Roman Kosecki (1966), voetballer en politicus
- Agnieszka Dygant (1973), theater- en filmactrice